# Atharvan
Átharvan o Átharvā fue un legendario rishi (sabio  védico) del hinduismo, que se supone que escribió («escuchó») al Átharva-veda junto con el rishi Anguiras (aunque a veces se lo identifica con este).
- atharvan, en el sistema AITS (alfabeto internacional de transliteración sánscrita).
- अथर्वन्, en escritura devánagari.

Se dice que fue el primero en instituir la adoración al fuego iagñá (sacrificio de fuego), mientras cantaba mantras en voz alta y ofrecía al fuego (o sea, a los dioses) el jugo de la planta soma.
A veces se lo enumera entre los Saptarishi (los Siete Sabios).
Su clan es conocido como los Átharvanas.
De acuerdo con el Mundaka-upanishad y otros textos, es el hijo mayor y manas-putra (hijo de la mente) del dios Brahmā.
Fue el primer aprendiz y el primer maestro humano del brahma-vidia.
También se le considera padre de Agní (el dios del fuego).

## Etimología
El término sánscrito védico atharvan es cognado con athravan (‘sacerdote’ en idioma avesta), pero la etimología del término no se ha logrado establecer conclusivamente.
Se ha intentado conectarlo con el término avesta atar (‘fuego’), aunque no se ha confirmado en sánscrito; pero es ha sugerido que esa suposición se basa en la importancia del fuego en la antigua religión indoirania.